# 11314 Charcot
11314 Charcot è un asteroide della fascia principale. Scoperto nel 1994, presenta un'orbita caratterizzata da un semiasse maggiore pari a 2,9930427 UA e da un'eccentricità di 0,1904831, inclinata di 11,46025° rispetto all'eclittica.